# Cerro San Miguel (Bolivien)
Der Cerro San Miguel ist ein einzelstehender Inselberg im Nationalpark Kaa-Iya del Gran Chaco im Tiefland des südamerikanischen Anden-Staates Bolivien.
Der Cerro San Miguel ragt etwa 500 Meter aus der weiten Ebene des bolivianischen Gran Chaco auf und erreicht eine Höhe von 839 Metern. Er liegt im Municipio Charagua in der Provinz Cordillera im südlichen Teil des Departamento Santa Cruz, siebzehn Kilometer nördlich der Grenze zu Paraguay und der Grenzregion Palmar de las Islas. Am östlichen Fuß des Cerro San Miguel befindet sich die Militärstation Fortín Ravelo mit einer eintausend Meter langen Flugzeug-Landepiste.